# 抹大拉的馬利亞

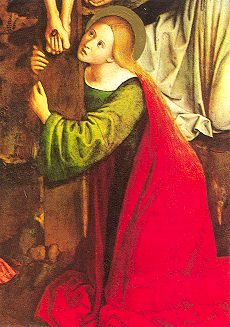
抹大拉的馬利亞在十字架下

抹大拉的馬利亞或譯瑪利亞瑪達肋納，在《圣经·新约》中被描写为耶稣的女性追随者。天主教、东正教和圣公会都把她作为圣人。

## 新约中馬利亞的事跡
耶穌在各城各鄉傳道時，與耶穌同道的除了十二個門徒以外，還有祂所醫治的幾個婦女，抹大拉的馬利亞就是其中的一位（路加福音 8章:1-2節 （页面存档备份，存于））。
耶穌治好了抹大拉的馬利亞，趕出她身上的鬼。她信耶稣後，奉獻自己的財物，供給耶穌和門徒。
當耶穌被捕帶往大祭司的聖殿審判時，門徒都離開祂逃走了（马太福音 26章:55-56節 （页面存档备份，存于））。耶稣釘十字架時，環境極其惡劣，但她跟耶穌到十字架下，看耶稣受苦，斷氣，埋葬（马可福音 15:40-47 （页面存档备份，存于））。
安息日過後，馬利亞在天還沒亮時，就到耶穌的墳墓，並發現墳墓已經空了，其他門徒聞風而來，看看空墳就走了，只有馬利亞留在空墳處哭泣，所以她將成為第一個看見復活後的耶穌的見證人（約翰福音20:1-18）。

## 相關爭論
一些現代作家認為抹大拉的馬利亞是耶穌的妻子。這些作者引用諾斯底派的寫作來支持他們的論點。例如被命名為《腓力福音》的殘章（又譯《斐理伯福音》）的確描述抹大拉的馬利亞不單單只是十二門徒之一，還是最為接近耶穌的使徒。這種親密的關係被描述為抹大拉的馬利亞能夠理解耶穌以及他的教導，而其他的使徒卻不能。
在《腓力福音》中有一句：「救世主的同伴（亞拉姆語在那個時候「同伴」這詞，可能是指「配偶」）是瑪利亞·抹大拉。耶穌經常親吻她的『缺字』，愛她勝過其他門徒。」其他的門徒很氣惱，表達了他們的不滿。他們問耶穌：「你為什麼愛她勝過愛我們所有人呢？」
雖然難有定論，但是馬利亞在耶穌受難地以及在他的墳墓出現，至少和她作為妻子或寡婦的角色是一致的，儘管也有可能這是耶穌對她和他母親馬利亞的關心而所預備的。
还有一個被用來支持耶穌結婚的論點是：根據《馬太福音》，耶穌屬於大衛王家族，是猶太王所羅門的後代，獨身在耶穌那個時代對於猶太男人是很罕見的。耶穌是個猶太人，而按照當時的傳統，猶太男人是必須結婚的。根據猶太人的習俗，獨身是要受到譴責的，一位猶太父親有義務為他兒子找一個合適的妻子。然而，目前仍無證據證明這種（猶太人今天的）婚配傳統在西元1世紀就已發展出來。 
關於抹大拉的馬利亞是耶穌的妻子的想法，由於一些書刊例如《聖血，聖杯》（1982）以及受到這本書深遠影響的《達文西密碼》（2003）而被普及。透過「高靈」阿頓和白莎的對話而寫成的《告別娑婆》亦提到了抹大拉的馬利亞是耶穌的妻子，與耶穌一同教導其思想，抹大拉的馬利亞並且有許多婦女門徒追隨。

## 慶日
教宗方濟各決定把聖女瑪利亞瑪達肋納的紀念日改為慶日，與其他宗徒地位同等。聖座禮儀聖事部遵於2016年6月10日公布法令，慶日日期維持7月22日。

### 引用
1. ↑  .   [2016-06-12]. （原始内容存档于2016-08-09）.
2. ↑  .   [2016-06-12]. （原始内容存档于2017-03-05）.
3. ↑  Grant, Robert M. . Vigiliae Christianae. 1961-09, 15 (3): 129  [2020-10-19]. doi:10.2307/1582682. （原始内容存档于2020-10-24）.
4. ↑  . 梵蒂岡廣播電台. 2016-06-11  [2016-06-12]. （原始内容存档于2016-09-13） （中文（臺灣））. 聖座禮儀聖事部最後指出，在羅馬禮儀年曆中將聖女瑪利亞瑪達肋納的瞻禮作為慶日，與其他宗徒有同等地位是合情合理的，進一步彰顯了這位教會女性楷模的特殊使命。